# Urbano III
Urbano III (Cuggiono, h. 1120-† Ferrara, 20 de octubre de 1187) fue el 172.º papa de la Iglesia católica de 1185 a 1187.
De nombre Uberto Crivelli, fue nombrado cardenal en 1182  y arzobispo de Milán en 1185. Ese mismo año, el 25 de noviembre, fallece el pontífice Lucio III, y ese mismo día es elegido papa, siendo consagrado el 1 de diciembre.
Su pontificado, de apenas dos años, está presidido por el enfrentamiento con el emperador Federico I Barbarroja motivado por la intención de este de recuperar su influencia en Italia, perdida en 1176 tras la derrota sufrida por el emperador germano en la batalla de Legnano.
Para ello, Federico I fija su objetivo en el control del reino normando de Sicilia, sirviéndose para ello del matrimonio el 4 de enero de 1186 de su hijo, el futuro Enrique VI, con Constanza, que en esos momentos era la heredera de la corona siciliana al no tener descendencia su sobrino y rey Guillermo II de Sicilia.
Con este matrimonio el papado pierde el apoyo que como estado vasallo de la Santa Sede recibía del Reino de Sicilia, y además, pasa a verse amenazado también desde el sur por el imperio germánico.
Urbano III rompe sus relaciones con Federico I Barbarroja y se niega al deseo de este de ver coronado, antes de morir, a su hijo Enrique como  emperador. La ceremonia, sin embargo, se lleva a cabo, al sustituir el emperador, como oficiante de la misma, al papa por el patriarca de Aquilea.
Ante esta ofensa, el papa excomulga al patriarca y a los obispos que intervinieron en la ceremonia, y nombra como arzobispo de Tréveris al candidato vetado por el emperador, quien en respuesta hace que su hijo Enrique ocupe los Estados Pontificios. El papa amenaza al emperador con la excomunión, pero finalmente, ante la falta de apoyo de los obispos alemanes, se vio obligado a ceder en la reunión mantenida en Gelnhausen.
Esta derrota moral, junto con la noticia de la derrota sufrida en la Batalla de Hattin por la que se perdió Jerusalén, afectaron la salud de Urbano, que falleció el 20 de octubre de 1187.
Las profecías de San Malaquías se refieren a este papa como Sus in cribo (El cerdo por la criba), cita que hace referencia a su apellido, (crivelli = “criba”), y a que en su escudo de armas aparece un cerdo.